# Fun Bar Karaoke
Pour plus de détails, voir Fiche technique et Distribution.
Fun Bar Karaoke (Fan ba karaoke) est un film thaïlandais réalisé par Pen-ek Ratanaruang, sorti en 1997.

## Synopsis
La jeune femme, Pu, exerce deux métiers. Le matin, elle met son père au lit après qu’il est revenu passablement éméché d’une nuit passée à chanter au karaoké, à boire et à fricoter avec des hôtesses de bar. Ensuite, elle peut aller travailler en tant qu’assistante sur des films publicitaires. Mais les nuits de son père ne sont pas les seules à être agitées. De manière récurrente, sa mère décédée apparaît dans les rêves de Pu, ce qui l’inquiète suffisamment pour qu’elle aille consulter un vieux sage. De son côté, Noi est un tueur au service du mafieux Toeng. Son rêve est de partir à New-York et il apprend donc l’anglais tout en comptant l’argent que ses méfaits lui ont rapporté.

## Fiche technique
- Titre : Fun Bar Karaoke
- Titre original : ฝันบ้าคาราโอเกะ / Fan ba karaoke
- Réalisation : Pen-ek Ratanaruang (Thai: เป็นเอก รัตนเรือง)
- Montage : Patamanadda Yukol
- Pays d'origine : Thaïlande
- Format : Couleurs - 1,85:1 - 35 mm
- Genre : Comédie, policier
- Durée : 103 minutes
- Date de sortie : 1997

## Distribution[1]
- Fay Atsawet : Pu
- Phaibunkiat Khiaogao : Père de Pu
- Ray MacDonald : Noi
- Champagne X : Yok

## Sortie

### Accueil critique
Fun Bar Karaoke accumule les influences stylistiques (Wong Kar-wai, Tarantino, Takeshi Kitano...), est ouvertement "flashy" et, comme beaucoup de première réalisation, souhaite en mettre "plein la vue". Pen-ek Ratanaruang préfère aujourd'hui oublier ce film mais c'est un film marquant qui nous montre en particulier un Bangkok hyper-moderne et occidentalisé en surface, très thaïe en profondeur, vivant en parfaite harmonie avec des superstitions très anciennes. Exemple de superstitions très anciennes : la croyance aux pouvoirs des amulettes. Dans Fun Bar Karaoke, un gangster désire acquérir une amulette et le marchand lui en conseille une qui protège des balles. Le gangster demande ce qui est arrivé au propriétaire précédent. "Mort d'une balle dans la tête" répond le vendeur, puis, devant la surprise du "loueur", il précise "A bout portant, l'amulette n'offre aucune garantie ! "...Ce film obtient très vite un succès international.
Fun Bar Karaoke est l'histoire d'une fille qui rêve que son play-boy de père finisse par l'aimer et lui prodiguer amour et tendresse paternelle,.

## Récompense
- Festival des 3 Continents 1997 : prix spécial du jury[7]